# Тарасовка (Приморский край)
Тара́совка — село в Михайловском районе Приморского края, входит в состав Ивановского сельского поселения.

## География
Село Тарасовка стоит в 4 км к север-востоку от села Ширяевка и в 5 км от автотрассы Осиновка — Рудная Пристань.
Расстояние до районного центра Михайловка около 53 км.

## Население
| 1900 | 1912 | 2002 | 2010 |
| ---- | ---- | ---- | ---- |
| 177  | ↗283 | ↘280 | ↘198 |

## Улицы
| - ул. Ленинская, - ул. Ломоносова, - ул. Приморская, | - ул. Пушкинская, - пер. Спортивный, - ул. Суворова. |

## Экономика
Сельскохозяйственные предприятия Михайловского района.